# Hjälmsätters fritidsområde
Hjälmsätters fritidsområde is een plaats in de gemeente Katrineholm in het landschap Södermanland en de provincie Södermanlands län in Zweden. De plaats heeft 97 inwoners (2005) en een oppervlakte van 60 hectare.